# Hydrid lithný
Hydrid lithný (LiH) je sloučenina lithia a vodíku. Je to bezbarvá krystalická látka, běžně však bývá zbarvena do šeda. Jako typický iontový hydrid má vysoký bod tání (689 °C). Jeho hustota je 780 kg/m3 (téměř stejná jako hustota ethanolu).
Je nejstabilnější z hydridů alkalických kovů. Vlastnostmi je spíše podobný hydridům kovů alkalických zemin. Ačkoliv je LiH při vyšší teplotě velmi reaktivní, za obyčejné teploty je poměrně stálý. Nereaguje například ani se suchými plyny jako jsou kyslík, chlor nebo chlorovodík. Velmi živě naopak reaguje s vodou za vzniku hydroxidu lithného a vodíku.
LiH + H2O {\displaystyle \rightarrow } LiOH + H2
Jako typická iontová sloučenina, i tavenina hydridu lithného vede elektrický proud, přičemž se rozkládá na lithium a vodík. Ten se uvolňuje na anodě, což je důkazem toho, že vodík je elektronegativnější složkou této sloučeniny.

## Výroba
Jeho výroba vychází z přímé reakce kovového lithia a plynného vodíku:
2 Li + H2 {\displaystyle \rightarrow } 2 LiH

## Použití
LiH má velké množství využití. Často je využíván jako sušidlo, prekurzor pro syntézu hydridu lithnohlinitého a při přípravě vodíku. LiH má největší obsah vodíku ze všech iontových hydridů, je 3× větší než v NaH, protože lithium má nejmenší relativní atomovou hmotnost ze všech kovů.

Deuterid lithný (LiD) je explozivní složka v termonukleárních zbraních. Deuterid lithný na rozdíl od tritia není radioaktivní.

## Bezpečnost
LiH je zápalný na vzduchu. S vodou reaguje explozivně za vzniku hydroxidu lithného a vodíku.